# Добропольский сельский совет (Гуляйпольский район)
Добропольский сельский совет (укр. Добропільська сільська рада) — входит в состав
Гуляйпольского района
Запорожской области
Украины.
Административный центр сельского совета находится в 
с. Доброполье.

## Населённые пункты совета
- с. Доброполье
- с. Варваровка
- с. Новое Запорожье

## Ликвидированные населённые пункты совета
- с. Добровольное